# Isochronenmethode
Die Isochronenmethode ist eine häufig angewandte Methode zur radiometrischen Datierung von Gesteinen. Vorteil gegenüber der konventionellen radiometrischen Datierung ist, dass keine Annahmen über die anfängliche Konzentration des Zerfallsprodukts im Gestein gemacht werden müssen, um ein Gestein sicher zu datieren. Zusätzlich können mit der Isochronenmethode auch Störungen des zur Datierung verwendeten Isotopensystems entdeckt werden, die eine Datierung verfälschen würden, wenn sie unerkannt blieben. Die Isochronenmethode ist deswegen ein sehr leistungsfähiges Instrument der radiometrischen Datierung.

## Verwendbarkeit
Die Isochronenmethode kann bei solchen Isotopensystemen angewendet werden, bei denen das Element, in welches das Mutternuklid {\displaystyle M} zerfällt, neben dem Tochterisotop {\displaystyle D} noch mindestens ein weiteres nichtradiogenes stabiles Isotop als Referenzisotop {\displaystyle R} aufweist. Beispiel ist das Rb-Sr System (Rubidium-Strontium-Datierung). Neben dem 87Sr, welches das Zerfallsprodukt des Radionuklides 87Rb ist, kommt in der Natur noch das stabile Isotop 86Sr vor, welches nichtradiogen ist, also nicht selbst Zerfallsprodukt eines in der Probe vorkommenden Radionuklides ist. Weitere Beispiele sind Sm-Nd und U-Pb.

## Ablauf der Analysen
Zur Datierung werden die entsprechenden Isotopenkonzentrationen entweder in verschiedenen Mineralen einer individuellen Gesteinsprobe (Mineralisochrone, engl. mineral-isochron) oder in verschiedenen Gesteinsarten kogenetischen Ursprungs (Gesamtgesteinsisochrone, engl. whole rock isochron), welche also zum Beispiel von einer Gesteinsschmelze abstammen, bestimmt. 
Bei einer Mineralisochrone müssen zuerst verschiedene Mineralfraktionen aus dem zu datierenden Gestein separiert werden. Diese Mineralseparation geschieht durch verschiedene Methoden, wie Dichtetrennung, magnetische Separation, chemische Separation, manuell mit Pinzette und Mikroskop usw. Ziel ist es, Mineralfraktionen mit möglichst großem Unterschied im Häufigkeitsverhältnis von Mutterisotop zu Referenzisotop zu gewinnen, was letztendlich die Genauigkeit der Datierung erhöht.
Die verschiedenen Fraktionen werden dann chemisch aufgelöst und die zur Datierung verwendeten Elemente durch chromatographische Methoden extrahiert. Die so erhaltenen Proben werden dann zur Messung der Isotopenverhältnisse mit einem Massenspektrometer und der Elementhäufigkeiten, beispielsweise mit einem Atomemissionspektrometer, vorbereitet. Die bei der anschließenden Messung gewonnenen Resultate werden dann in einem so genannten Isochronenplot eingezeichnet.

## Isochronenplot

Diagramm 1: Beispiel eines hypothetischen Isochronenplots für vier Mineralfraktionen aus einer Gesteinsprobe. Die Isotopenverhältnisse der einzelnen Mineralfraktionen wandern von ihrer anfänglichen Position zum Zeitpunkt (Kristallisationszeitpunkt des Gesteins) zur neuen Position zum Zeitpunkt. Je mehr Zeit verstrichen ist, desto steiler ist die Gerade; der Schnittpunkt mit der Ordinate bleibt jedoch konstant.

Der Isochronenplot ist ein Diagramm, in dem das Verhältnis des Tochterisotopes zum Referenzisotop ({\displaystyle D/R}) über das 
Verhältnis des Mutterisotopes zum Referenzisotop ({\displaystyle M/R}) aufgetragen ist. Liegen die Daten im Isochronenplot auf einer Geraden, so wird diese Gerade als Isochrone bezeichnet. Die Steigung der Isochrone ist dann ein Maß für das Alter der Probe. Der Schnittpunkt mit der Ordinate des Koordinatensystems gibt das Verhältnis von Tochter- zu Referenzisotop zum datierten Zeitpunkt {\displaystyle t_{0}} wieder.
Es kann gezeigt werden, dass für die Steigung m und das Alter t folgender Zusammenhang gilt (siehe unten):
{\displaystyle t={\frac {1}{\lambda }}\cdot \ln \left(m+1\right),\quad \lambda ={\text{Zerfallskonstante}}}
Beachtenswert ist, dass in dieser Formel zur Bestimmung des Alters nur die Steigung und nicht das Anfangsverhältnis von Tochterisotop zu Referenzisotop eingeht. Man erhält dieses Anfangsverhältnis zwar als Nebenresultat der Isochronenmethode, benötigt es aber nicht zur Altersbestimmung.
Unmittelbar nach der Bildung eines Gesteins ist das Verhältnis von Tochterisotop zu Referenzisotop in allen Mineralfraktionen gleich, sofern eine ausreichende Homogenisierung stattfand. Die Isochrone ist also zu Beginn eine horizontale Gerade. Anschaulich kann der Zusammenhang zwischen Alter und Steigung der Isochrone so gedeutet werden, dass je größer die Häufigkeit des Mutterisotopes in der jeweiligen Fraktion ist, je weiter eine Mineralfraktion also rechts im Isochronenplot ist, desto mehr Zerfälle in das Tochterisotop finden statt. Eine im Isochronendiagramm rechts stehende Fraktion wird also schneller nach oben und gleichzeitig nach links wandern, als eine weiter links stehende. Da diese Wanderung proportional zum Abszissenwert ist, liegen die Werte aller Fraktionen immer auf einer Geraden, sofern das Isotopensystem nicht durch Umgebungseinflüsse gestört wird. Die Extrapolation der Isochrone auf den Schnittpunkt mit der Ordinate kann als Extrapolation auf eine hypothetische Mineralfraktion gedeutet werden, in dem kein Mutterisotop vorkommt, somit also keine Zerfälle stattfinden und das anfängliche Verhältnis von Tochter- zu Referenzisotop deshalb konstant bleibt.
Im Prinzip reichen zur Bestimmung der Isochronen-Steigung und damit zur Altersbestimmung zwei Punkte im Isochronendiagramm aus. In der Regel werden jedoch mindestens drei oder mehr Fraktionen separiert, gemessen und im Isochronendiagramm eingetragen. Der Grund dafür ist, dass sich durch zwei Punkte immer eine Gerade zeichnen lässt; erst durch drei oder mehr Punkte kann auch überprüft werden, ob es sich wirklich um eine Gerade handelt und die Konsistenz gewährleistet ist. Ist etwa bei Bildung eines Gesteins die anfängliche Homogenität im Verhältnis von Tochterisotop zu Referenzisotop nicht gewährleistet, oder wurde das Isotopensystem nach der Bildung des Gesteins zum Beispiel durch Diffusion gestört, so weichen die betroffenen Fraktionen von der Geraden ab. Bei nur zwei Messpunkten würde man dies nicht erkennen. Wurden aber mehr Messpunkte bestimmt und liegen sie im Isochronenplot auf einer Geraden, so ist gesichert, dass diese Gerade als tatsächliche Isochrone interpretiert werden kann, Störungen ausgeschlossen sind, sowie die anfängliche Homogenität gewährleistet war. Die Altersbestimmung gilt dann als sehr zuverlässig.
Manchmal wird auch eine Variation des Isochronenplot verwendet, in dem statt des Mutterisotops ein stabiles Isotop des gleichen Elementes im Isotopendiagramm verwendet wird. Dies wird besonders bei Datierungsmethoden mit "ausgestorbenen" Radionukliden verwendet.

## Interpretation der Datierung
Das resultierende Alter der Isochronenmethode datiert, wie bei anderen radiometrischen Datierungsmethoden auch, den Zeitpunkt des "Abschlusses" des verwendeten Isotopensystems, d. h. den Zeitpunkt, ab dem die Isotope in den entsprechenden Mineralen und Gesteinen fixiert sind, und nicht mehr mit der Umgebung ausgetauscht werden. Verschiedene Isotopensysteme reagieren sehr unterschiedlich auf Umgebungsbedingungen, so dass sie unter unterschiedliche Bedingungen abschließen. Je nach zur Datierung verwendetem Isotopensystem kann der "Abschluss" also unterschiedlichen physikalischen Ereignissen entsprechen. Wenn ein zur Datierung verwendetes Isotopensystem beispielsweise bei einer höheren Temperatur abschließt als ein anderes, so wird Ersteres ein höheres Alter für ein aus einer Schmelze auskristallisierendes und extrem langsam abkühlendes Gestein liefern als Letzteres. Die Alter geben dann die Zeitpunkte an, zu denen die jeweilige Temperatur erreicht wurde, was in solchen Fällen zur Bestimmung von Abkühlraten verwendet werden.
Auch ist zu beachten, dass Mineralisochrone und Gesamtgesteinsisochrone unterschiedliche Ereignisse datieren. Während die Mineralisochrone etwa Kristallisation des individuellen Gesteins datiert, datiert die Gesamtgesteinsisochrone die Aufspaltung der Ursprungsschmelze in verschiedene Teilschmelzen, aus denen dann später die verschiedenen Gesteinsarten auskristallisierten. Es ist also nicht ungewöhnlich, wenn beide Datierungen unterschiedliche Resultate liefern.

## Mathematisches
Nach dem Zerfallsgesetz gilt wegen
{\displaystyle M=M_{0}\cdot e^{-\lambda t}\Leftrightarrow M_{0}=M\cdot e^{\lambda t}}
die Zeitabhängigkeit
{\displaystyle D=D_{0}+M\cdot (e^{\lambda t}-1)}
mit  {\displaystyle \lambda } = Zerfallskonstante, {\displaystyle D} bzw. {\displaystyle M} = Häufigkeit des Tochterisotops bzw. des Mutterisotops zum Zeitpunkt {\displaystyle t}, {\displaystyle D_{0}} = Anfängliche Häufigkeit des Tochterisotops. Beide Seiten der Gleichung können durch die Häufigkeit des Referenzisotops {\displaystyle R} geteilt werden:
{\displaystyle {\frac {D}{R}}={\frac {D_{0}}{R}}+{\frac {M}{R}}\cdot (e^{\lambda t}-1)}
Ist die anfängliche Häufigkeit des Tochterisotops {\displaystyle D_{0}} nicht bekannt, so hat man mit dem unbekannten Alter {\displaystyle t} also insgesamt zwei Unbekannte. Die "konventionelle" radiometrische Altersbestimmung, in der nur jeweils ein Wert für {\displaystyle D} und {\displaystyle M} bestimmt wird liefert nur eine Bestimmungsgleichung, womit sich keine eindeutige Lösung ergibt. Bei der Isochronenemethode werden jedoch mehrere Fraktionen gemessenen, womit sich entsprechend viele Gleichungen ergeben. Bei zwei Fraktionen, {\displaystyle F1} und {\displaystyle F2}, hat man bereits zwei Bestimmungsgleichungen:
{\displaystyle \left({\frac {D}{R}}\right)_{F1}=\left({\frac {D_{0}}{R}}\right)_{F1}+\left({\frac {M}{R}}\right)_{F1}\cdot (e^{\lambda t}-1)}
{\displaystyle \left({\frac {D}{R}}\right)_{F2}=\left({\frac {D_{0}}{R}}\right)_{F2}+\left({\frac {M}{R}}\right)_{F2}\cdot (e^{\lambda t}-1)}
Wegen der anfänglichen Homogenität gilt:
{\displaystyle \left({\frac {D_{0}}{R}}\right)_{F1}=\left({\frac {D_{0}}{R}}\right)_{F2}}
Damit hat das Gleichungssystem eine eindeutige Lösung und man kann durch Subtraktion der beiden Gleichungen folgende Formel für die Steigung {\displaystyle m} ableiten:
{\displaystyle m:={\frac {\left({\frac {D}{R}}\right)_{F2}-\left({\frac {D}{R}}\right)_{F1}}{\left({\frac {M}{R}}\right)_{F2}-\left({\frac {M}{R}}\right)_{F1}}}=(e^{\lambda t}-1)}
Umformung nach dem Alter {\displaystyle t} ergibt:
{\displaystyle t={\frac {1}{\lambda }}\cdot \ln \left(m+1\right)}